# George Newberry
George Albert Newberry (Swadlincote, 6 marzo 1917 – Burton upon Trent, 29 dicembre 1978) è stato un pistard britannico.

## Palmarès
- Giochi olimpici

Helsinki 1952: bronzo nell'inseguimento a squadre.